# Rancho Grande
Rancho Grande là một khu tự quản thuộc tỉnh Matagalpa, Nicaragua. Khu tự quản Rancho Grande có diện tích 598 ki lô mét vuông. Đến thời điểm năm 2005, huyện Rancho Grande có dân số 26223 người.